# Hypsilurus geelvinkianus
Hypsilurus geelvinkianus — вид ігуаноподібних ящірок родини агамових (Agamidae). Ендемік Папуа Нової Гвінеї.

## Поширення і екологія
Hypsilurus geelvinkianus мешкають на південному узбережжі затоки Чендравасіх, від гір Вондівой на півострові Вандаммен до річки Мамберамо, а також на островах Біак і Нумфор. Вони живуть у вологих рівнинних тропічних лісах.